# Kosakenhaus

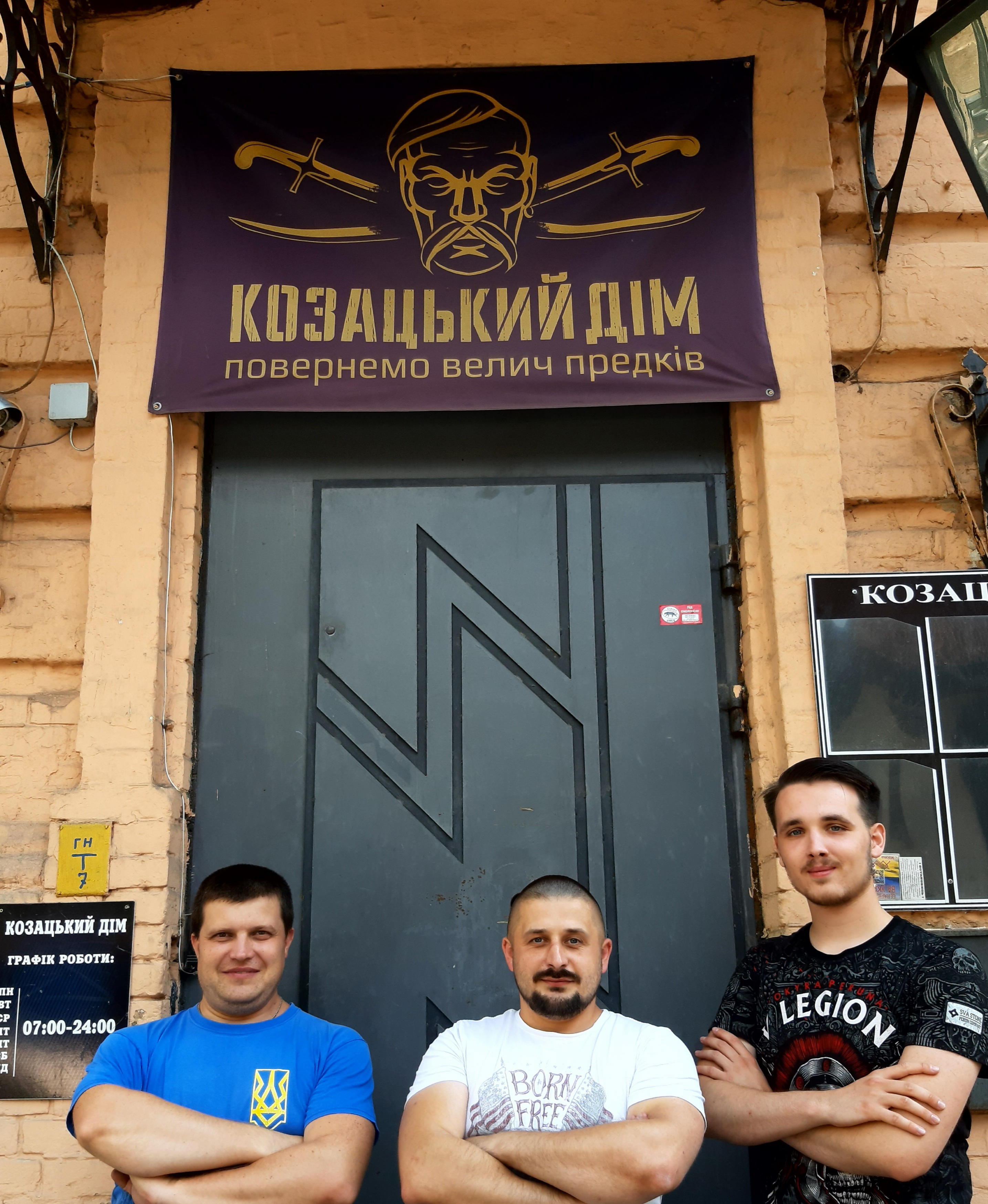
Kosakenhaus - Die Größe unserer Vorfahren wiederherstellen (Portalsaufschrift)

Das Kosakenhaus (ukrainisch Козацький Дім / Kosazkyj Dim, wiss. Transliteration Kozacʹkyj Dim) ist ein Gebäude in der ukrainischen Hauptstadt Kiew. Es befindet sich in der Nähe des Majdan Nesaleschnosti, des Hauptplatzes der Stadt. Es handelt sich um ein ehemaliges Hotel, drei Stockwerke hoch, mit einer dicken Metalltür, auf der ein Symbol prangt (die Wolfsangel), das von mehreren Waffen-SS-Divisionen und der US-Terrorgruppe Aryan Nations verwendet wurde.

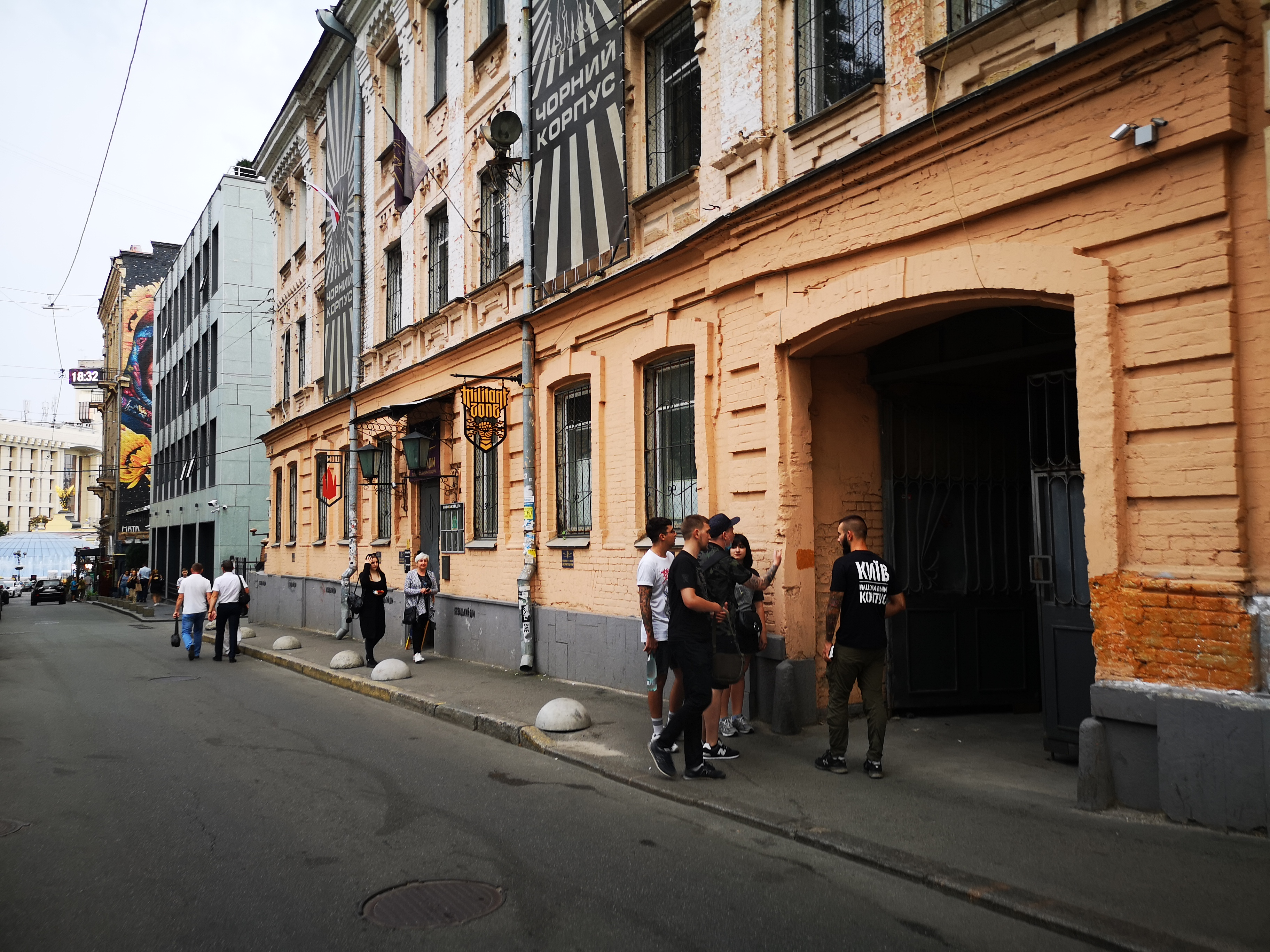
Bogen am Eingang zum Hof des Kosakenhauses

Das Kosakenhaus ist eines der Verwaltungszentren von Asow (ukrainisch Азов), einer der ukrainischen rechtsextremen Gruppierungen. Vor der Revolution diente das Kosakenhaus als Unterkunft für Militärangehörige, doch als die Kämpfe auf dem Platz begannen, übernahm Asow die Kontrolle und verwandelte das Gebäude in ein Rekrutierungszentrum, ein Feldlazarett und eine Leichenhalle. Asow mietet das Gebäude vom Verteidigungsministerium. In den grauen, neoklassizistischen Korridoren des Gebäudes stehen Schreine für die Gefallenen der Gruppe sowie Hochglanzbroschüren, die für ihre vom Kulturministerium finanzierten Sommerlager werben, in denen Kinder patriotische Erziehung und Waffentraining erhalten.
Dort wirkende hochrangige Vertreter von Asow sind der Anführer der nationalen Miliz (die eine Hilfstruppe für die offizielle Polizei der Ukraine stellt), Ihor Michailenko, und die internationale Sekretärin von Asow, Olena Semenjaka. Auch Mykola Krawtschenko, der „Chef-Ideologe“ der Asow-Bewegung, ging dort ein und aus.

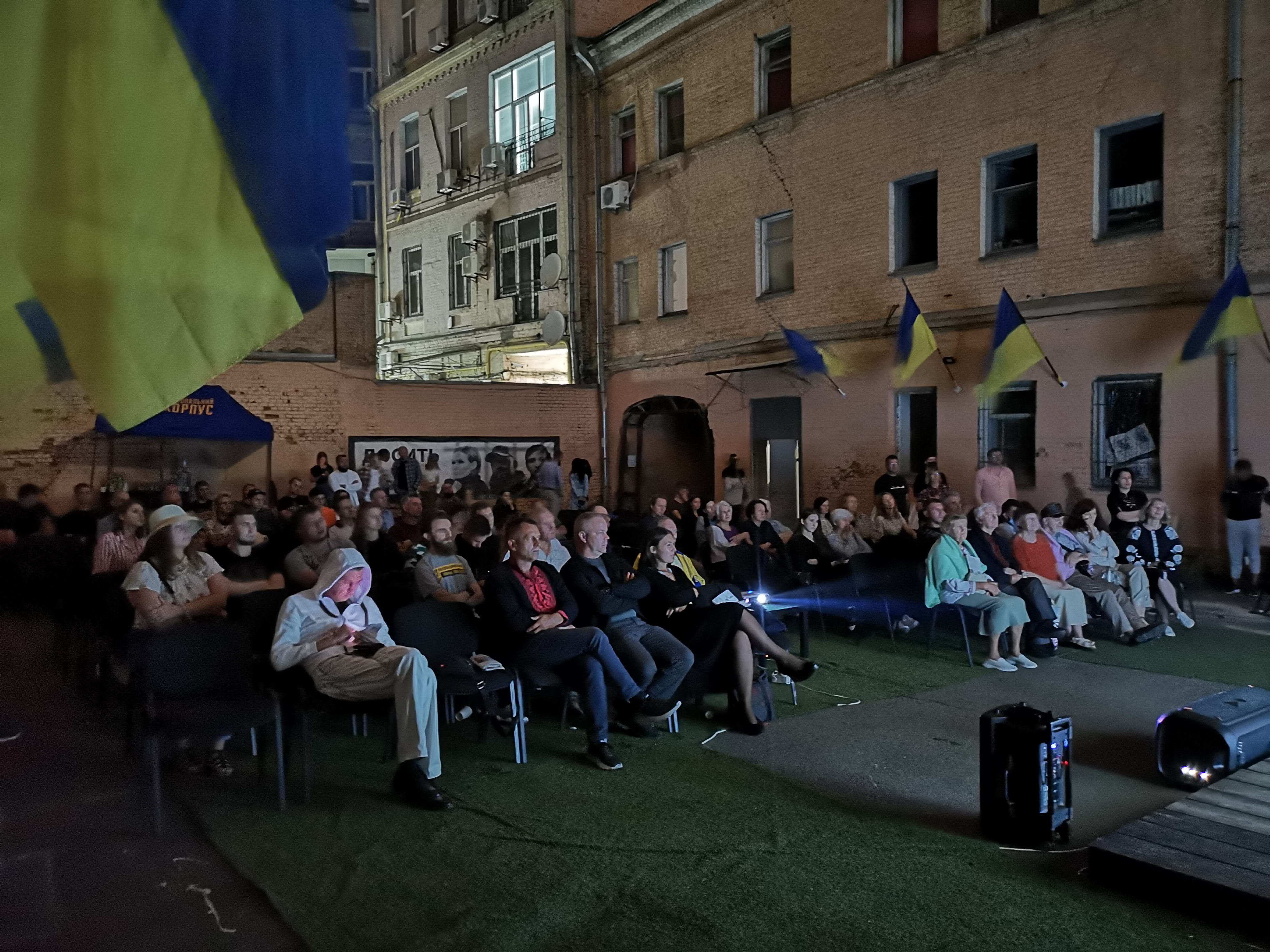
Filmvorführung im Hof des Kosakenhauses

Der literarische Klub und Verlag Plomin („Flamme“) der Asow-Bewegung ist ebenfalls im Gebäude ansässig. Die Stätte ist ein Ort der Verehrung für Autoren wie Yukio Mishima, Carl Schmitt, Ernst Jünger, Oswald Spengler, Julius Evola, einem Pantheon radikaler Kritiker der liberalen Demokratie. 
Die Bibliothek des Zentrums umfasst Nazi-Literatur und wird von der Leiterin des Asow-Nationalkorps, Olena Semenjaka, als „ein kleiner Staat im Staat“ beschrieben.